# Euxoa decorata
Euxoa decorata là một loài bướm đêm trong họ Noctuidae.

## Hình ảnh

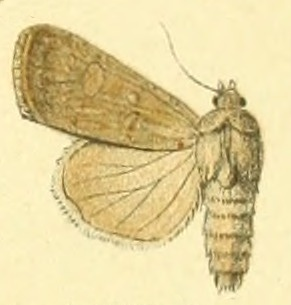